# 津田晴一郎
津田晴一郎（1906年7月26日—1991年9月20日）是日本男子田徑運動員。他於1927、1930年在遠東運動會獲得田徑1500公尺金牌，並於1928、1932年參加夏季奧林匹克運動會馬拉松決賽。

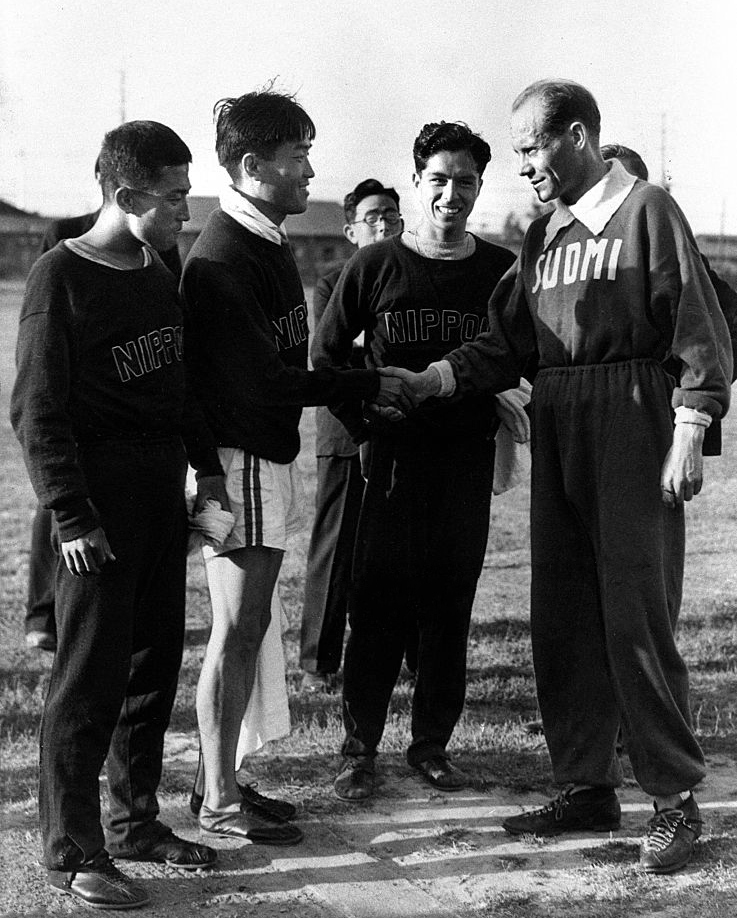
1932年夏季奧林匹克運動會馬拉松日本代表與帕沃·努尔米見面，前排自左向右為金恩培、權泰夏、津田晴一郎、帕沃·努爾米